# Équation d'état de Birch-Murnaghan
Pour les articles homonymes, voir Birch et Murnaghan.
Ne doit pas être confondu avec Équation d'état de Murnaghan.
L’équation d'état de Birch-Murnaghan est une relation qui lie le volume d'un corps et la pression à laquelle il est soumis. C'est une des nombreuses équations d'état qui ont été utilisées en sciences de la Terre pour modéliser le comportement de la matière dans les conditions de hautes pressions qui règnent à l'intérieur du globe terrestre. Cette équation porte le nom de Albert Francis Birch et de Francis Dominic Murnaghan. Le premier a proposé cette équation dans une publication en 1947, en se basant sur les travaux du second.
L'équation de Birch-Murnaghan est déduite, moyennant certaines hypothèses, des équations de la thermodynamique et de la mécanique des milieux continus. Elle fait intervenir deux paramètres ajustables qu'on identifie au module d'incompressibilité {\displaystyle K_{0}} et à sa dérivée première par rapport à la pression, {\displaystyle K'_{0}}, tous deux pris à pression nulle. En général, on détermine ces deux coefficients par une régression sur les valeurs du volume {\displaystyle V} en fonction de la pression {\displaystyle P} obtenues expérimentalement, le plus souvent par diffraction des rayons X.

## Contexte général
L'étude de la structure interne de la terre passe par la connaissance des propriétés mécaniques des constituants des couches internes de la planète, dans lesquelles se rencontrent des conditions extrêmes : les pressions s'y comptent en centaines de gigapascals et les températures en milliers de degrés. L'étude des propriétés de la matière dans ces conditions peut se faire de manière expérimentale grâce à des dispositifs comme la cellule à enclumes de diamant pour les pressions statiques, ou en soumettant la matière à des ondes de choc. Elle a également donné lieu à des travaux théoriques visant à déterminer des équations d'état, c'est-à-dire des relations liant les différents paramètres qui définissent dans ce cas l'état de la matière : le volume (ou la densité), la température et la pression.
On peut distinguer deux approches :
- les équations d'état dérivées de potentiels interatomiques, ou éventuellement de calculs ab initio ;
- les équations d'état dérivées des relations générales de la mécanique et de la thermodynamique. L'équation de Birch-Murnaghan appartient à cette seconde catégorie.

Plusieurs dizaines d'équations ont ainsi été proposées par différents auteurs. Ce sont des relations empiriques, dont la qualité et la pertinence dépendent de l'usage qui en est fait. On peut en juger selon différents critères : le nombre de paramètres indépendants qu'elles font intervenir, la signification physique qu'il est possible d'attribuer à ces paramètres, la qualité des affinements qu'elles permettent sur les données expérimentales, la cohérence des hypothèses théoriques qui les sous-tendent, leur capacité à extrapoler le comportement des solides aux fortes compressions.

## Expressions de l'équation d'état
Cette équation fait intervenir trois paramètres, tous trois pris à température constante : le volume à pression nulle {\displaystyle V_{0}}, le module de compressibilité noté ici {\displaystyle K_{0}} et sa dérivée première par rapport à la pression {\displaystyle K_{0}'}. Ces deux derniers sont donnés respectivement par 
{\displaystyle K_{0}=-V\left({\frac {\partial P}{\partial V}}\right)_{P=0}}
et 
{\displaystyle K_{0}'=\left({\frac {\partial K}{\partial P}}\right)_{P=0}}
Sa démonstration repose sur un développement en série de l'énergie libre en fonction de la mesure d'Euler de la déformation notée {\displaystyle f} et donnée par 
{\displaystyle f={\frac {1}{2}}\left[\left({\frac {V}{V_{0}}}\right)^{-{\frac {2}{3}}}-1\right]}
On utilise couramment l'équation au troisième ordre qui s'écrit
{\displaystyle P={\frac {3}{2}}K_{0}\left[\left({\frac {V}{V_{0}}}\right)^{-{\frac {7}{3}}}-\left({\frac {V}{V_{0}}}\right)^{-{\frac {5}{3}}}\right]\left[1+{\frac {3}{4}}\left(K_{0}'-4\right)\left[\left({\frac {V}{V_{0}}}\right)^{-{\frac {2}{3}}}-1\right]\right]}
Au second ordre, on a {\displaystyle K_{0}'=4} et l'expression précédente est amputée de son dernier facteur.

## Exemples d'utilisation
Cette relation peut être utilisée pour estimer les coefficients {\displaystyle K_{0}} et {\displaystyle K'_{0}} à partir de mesures du volume en fonction de la pression, notamment par diffraction des rayons X. Le tableau suivant donne quelques exemples de matériaux étudiés de cette façon à température ambiante.
| Composé     | {\displaystyle V_{0}} | {\displaystyle K_{0}} (GPa) | {\displaystyle K'_{0}} |
| ----------- | --------------------- | --------------------------- | ---------------------- |
| Andalousite |                       | 144,2(7)                    | 6,8(2)                 |
| Sillimanite |                       | 164(1)                      | 5,0(3)                 |
| MgGeO3      | 82,2(3)               | 229(3)                      | 3,7                    |

## Sources
- (en) F. Birch, « Finite elastic strains of cubic crystals », Physical Review, vol. 71,‎ 1947, p. 809 (lire en ligne).